# 徐景颜
徐景颜（1963年1月—），男，汉族，山东寿光人。中华人民共和国政治人物。山东大学经济学系政治经济学专业毕业，研究生学历，经济学硕士学位。

## 生平
1984年7月参加工作。1986年12月加入中国共产党。2000年7月，任临沂市人民政府副市长、临沂高新技术产业开发区党委书记。2003年2月，任中共临沂市委副书记、副市长。2006年12月，山东省国土资源厅副厅长。2008年2月，任国土资源厅厅长。
2012年9月，任中共淄博市委副书记、代市长。2013年1月，当选为淄博市人民政府市长。2013年，担任第十二届全国人民代表大会山东地区代表。
2015年2月，任中共聊城市委书记。2018年12月，任济南大学党委书记。2022年7月，不再担任济南大学党委书记，同年8月，成为山东省人民政府参事。